# P. A. Yeomans
Percival Alfred Yeomans, znany jako P. A. Yeomans (ur. 1905 w Harden, Nowa Południowa Walia, zm. listopad 1984) – australijski wynalazca znany z systemu uzdatniania gruntu i zwiększania jego urodzajności o nazwie Keyline system, autor czterech książek, konsultant.
Jako inżynier górnictwa i analityk złota, Yeomans miał rozeznanie w hydrologii i projektowaniu sprzętu. Po śmierci szwagra w pożarze traw, P. A. Yeomans przejął zarządzanie dużym terenem, który potem nazwał Nevallan, w Nowej Południowej Walii. Tam rozwijał większość swoich koncepcji i projektował narzędzia ogrodnicze.

## Keyline design
W latach 50. i 60. P.A. Yeomans rozwijał koncepcję przekształcania terenu, opartą na zatrzymywaniu wody i rolnictwie naturalnym, Keyline design, w swojej posiadłości Yobarnie, w Richmond, na północ od Sydney. Początkowo farma była nieużytkiem rolnym, który dzięki nowatorskiemu systemowi irygacji Yeomansa został przeobrażony w płodną ziemię. Farma stała się celem licznych wycieczek i terenem kilkudniowych warsztatów.
Koncepcja Keyline design została po raz pierwszy opublikowana w książce The Keyline Plan w 1954. W książce The Challenge of Landscape z 1958 pojawiła się skala relatywnej permanencji (Keyline Scale of Relative Permanence) stosowana do projektowania krajobrazu. Kolejnymi elementami są:
- Klimat
- Ukształtowanie terenu
- Woda
- Drzewa
- Budynki
- Ogrodzenia
- Gleba

Problemy zastosowania metody Keyline dla ośrodków miejskich porusza książka The City Forest z 1971. W 1976 Yeomans wystąpił na konferencji Narodów Zjednoczonych dotyczącej osiedli ludzkich Habitat Forum w Vancouver w Kanadzie, prezentując odczyt The Australian Keyline Plan for the Enrichment of Human Settlements (Australijski plan Keyline na rzecz wzbogacenia siedzib ludzkich).
System Keyline design zaadaptowało wielu rolników na całym świecie, a metodę zawarto w programach licznych kursów zrównoważonego rolnictwa.
Koncepcja Keyline design została też włączona do zasad projektowania permakulturowego, powstałych pod koniec lat 70. XX w. Jeden z twórców koncepcji permakultury, David Holmgren, zastosował Keyline design w swoim projekcie eko-wioski Fryers Forest (lata 90. XX w.).

## Pług wibracyjny
W 1974 wynalazł narzędzie do głębokiego spulchniania ziemi z pomocą wibracji, bez wynoszenia ziemi na powierzchnię, efektywniejsze od zwykłego pługa, i wymagające mniejszego nakładu energii ciągnika, nazwane Bunyip Slipper Imp with Shakaerator, lub skrótowo Yeomans’ Slipper Plow. Urządzenie jest nadal produkowane przez jego syna, Allana.
Pod koniec życia P. A. Yeomans udzielał konsultacji, porad i prowadził wykłady na temat projektowania Keyline w różnych krajach świata.

## Życie rodzinne
P. A. Yeomans był najstarszy z czworga rodzeństwa. W 1928 ożenił się z Ritą Ireną May Barnes, z którą miał troje dzieci: Neville’a (1928), Allana (1931) i Kena (1947). Po śmierci żony w 1964, w 1966 ożenił się z Jane Radek, z którą miał dwie córki, Julie i Wendy.

## Dziedzictwo
Po śmierci żony w 1964 Yeomans sprzedał dwie posiadłości w pobliżu Sydney, na których rozwijał pierwotne koncepcje Keyline. Nowi właściciele nie kontynuowali jego prac, i teren uległ degeneracji. W 2009 teren został sprzedany deweloperowi, który z powodu kosztów odtworzenia działającego systemu przewidywał tylko częściową jego rekonstrukcję. Według Davida Holmgrena, system irygacji autorstwa Yeomansa jest ważnym elementem dziedzictwa kulturalnego Australii, i zasługuje na zachowanie.
Synowie P. A. Yeomansa, Allan i Ken, prowadzą dalsze prace nad rozwojem jego koncepcji. Allan jest producentem pługu wibracyjnego, a Ken – konsultantem zrównoważonego rolnictwa.

## Prace
- Yeomans, P. A., The Keyline Plan (1954) Wersja online
- Yeomans, P. A., The Challenge of Landscape: the development and practice of keyline, Keyline Pub. Pty., Sydney, (1958). Wersja online
- Yeomans, P. A., The City Forest: The Keyline Plan for the Human Environment Revolution, Keyline Pub. Pty., Sydney, (1971). Wersja online
- Yeomans, P. A., Water for Every Farm: A practical irrigation plan for every Australian property, K.G. Murray Publishing Company, Pty, Ltd, Sydney, N.S.W., Australia (1973) ISBN 0-646-12954-6/ISBN 0-909325-29-4.